# SMASH (テレビドラマ)
『SMASH』（原題：Smash）は、アメリカ合衆国のテレビドラマである。2012年2月6日から5月14日まで米NBC系列で第1シーズンが、2013年2月5日から5月26日まで第2シーズンが放送された。
第1シーズンの視聴率は好調だったが、第2シーズンで視聴率が落ち、2013年5月10日NBCはこの番組の終了を発表した。
日本では2012年11月3日からDlifeにて第1シーズンを吹替版と字幕版で放送開始され、2013年2月に本放送が終了した。第2シーズンは、2013年10月から2014年2月まで放送された。DVDはジェネオン・ユニバーサルより2013年4月5日に発売された。

## 概要
スティーヴン・スピルバーグが製作総指揮を務め、映画「ヘアスプレー」や、「シカゴ」の製作陣が参加しているドラマで、ニューヨーク・ブロードウェイを舞台に、マリリン・モンローのミュージカル「ボムシェル」の製作における舞台裏とその人間模様を描いている。また、第1シーズンの終盤では、舞台をボストンへ移し、プレビュー公演が上演、紆余曲折があるものの成功を収め、第2シーズンでニューヨークに凱旋したのだが……。
第1シーズン第1話（パイロット版）では、オリジナル楽曲を3曲挿入されているほか、本編では様々な楽曲が挿入されており、オリジナル楽曲を1話につき最低1曲は挿入されている。

## 登場人物

### 「ボムシェル」関係者
カレン・カートライト
演:キャサリン・マクフィー / 吹替 : 小林沙苗
アイオワ州出身の新人女優。マリリン・モンロー役を巡ってアイヴィーと火花を散らした。純情な性格の持ち主でもあり、からかいの対象になることもあったが、演技上の問題はない。レベッカ降板後、ボストンのプレビュー公演でマリリン役を演じた。
アイヴィー・リン
演:メーガン・ヒルティ / 吹替 : たかはし智秋
マリリン・モンロー役最有力候補と目されている中堅女優。才能に恵まれておりながら、努力を惜しまない性格でもある。
ジュリア・ヒューストン
演:デブラ・メッシング / 吹替 : 勝生真沙子
「ボムシェル」の作曲家を務める女性。マイケルと不倫していたことが夫にバレてしまい離婚協議へ。
モデルはこの番組のプロデューサーであるテレサ・レベック。
トム・レヴィット
演:クリスチャン・ボール / 吹替 : 山口勝平
「ボムシェル」でジュリアとコンビを組む男性作曲家。なお、同性愛者であるが、同性のデレクとの仲は険悪である。アイヴィーと仲が良い。
デレク・ウィルズ
演:ジャック・ダヴェンポート / 吹替 : 内田直哉
「ボムシェル」の演出家を務める男性。才能はあるものの、女性関係のトラブルが絶えないナルシストでもある。
アイリーン・ランド
演:アンジェリカ・ヒューストン / 吹替 : 沢田敏子
「ボムシェル」のプロデューサーを務める女性で、粘り強い性格である。夫のジェリーとは離婚訴訟中。後にニックと付き合う。
エリス・ボイド
演:ハイメ・セペロ / 吹替 : 室元気
野心家の男性。もともとはトムの助手を務めていたが、アイリーンの助手へ鞍替えする。
マイケル・スウィフト
演:ウィル・チェイス / 吹替 : 野沢聡
ワークショップ公演及びボストンでのトライアウト公演でジョー・ディマジオ役を演じた俳優。妻子持ちであるが、ジュリアと再開し不倫。
サム・ストリックランド
演: レスリー・オドム・Jr / 吹替 : 櫻井トオル
「ボムシェル」の出演者の一人で、アイヴィーの友人。
ボビー
演:ウェズリー・テイラー / 吹替 : 新田英人
「ボムシェル」の出演者の一人で、思ったことをすぐ口に出してしまう性格。当初はアイヴィーと仲良くしていたが、のちにカレンと仲良くなった。
ジェシカ
演:サヴァンナ・ワイズ / 吹替 : 伊瀬茉莉也
「ボムシェル」の出演者の一人。当初はアイヴィーと仲良くしていたが、のちにカレンと仲良くなった。
デニス
演:フィリップ・スパース / 吹替 : 茂木たかまさ
「ボムシェル」の出演者の一人で、アイヴィーの友人。
スー
演:ジェニー・ラロッシュ / 吹替 : 杉浦慶子
「ボムシェル」の出演者の一人。当初はアイヴィーと仲良くしていたが、のちにカレンと仲良くなった。
リンダ
演:アン・ハラダ / 吹替 : 小日向みわ
「ボムシェル」の舞台主任。
レベッカ・デュバル
演:ユマ・サーマン / 吹替 : 唐沢潤
ハリウッドのスター女優。
ボストンでの「ボムシェル」のトライアウト公演でマリリン役を勝ち取るも、1日で降板した。
ピーナッツアレルギーで死にかける。

### 周囲の人物
デーヴ・サンダラム
演:ラザ・ジャフリー / 吹替 : 後藤ヒロキ
カレンの元恋人で、彼女の理解者でもあった。ニューヨーク市長室で報道官として勤務している。カレンと付き合っていた頃にアイヴィーに浮気したため破局。
フランク・ヒューストン
演:ブライアン・ダーシー・ジェームズ / 吹替 : 池田ヒトシ
ジュリアと離婚協議中の夫で、彼女の理解者でもあった。
レオ・ヒューストン
演: エモリー・ コーエン / 吹替 : 田谷隼
ジュリアとフランクの息子。
ジェリー・ランド
演:マイケル・クリストファー / 吹替 : 町田政則
アイリーンと離婚訴訟中の夫で、有名なプロデューサーだが、若い女性に弱い。よくアイリーンに飲み物を投げつけられる。
ケイティ・ランド
演:グレース・ガマー / 吹替 : 辺見えみり
アイリーンとジェリーの娘。アイリーンの味方。
RJ
演:タラ・アッシュ / 吹替 : 慶長佑香
ニューヨーク・タイムズの記者で、デーヴに片思いしている。
ニック
演:トースティン・ケイ / 吹替 : 手塚秀彰
アイリーンと親しいバーのマスター。後に金銭トラブルで収監される。
ランディ・コブラ
演: テレンス・マン / 吹替 : 西村太佑
アイリーンの資金提供者。
ライル・ウエスト
演:ニック・ジョナス / 吹替 : 堀江一眞
人気が上がりつつある若手アイドル。
リー・コンロイ
演:バーナデット・ピーターズ / 吹替 : 井上喜久子
アイヴィーの母である大女優。シーズン2では娘のアイヴィーと共演。

## エピソード

### 第1シーズン
- アメリカ (NBC)
  - 2012年2月6日 - 5月14日(毎週月曜日 21:00 -  (東部標準時))
- 日本 (Dlife)
  - 吹替版：2012年11月3日 - 2013年2月9日（毎週土曜日 21:00 - 22:00(JST)）
  - 字幕版：2012年11月9日 - 2013年2月15日（毎週金曜日 23:00 - 23:54(JST)）

|        | タイトル（邦題） | 原題               | 監督                           | 脚本 (第1話のみ除く)                              |
| ------ | ---------------- | ------------------ | ------------------------------ | ------------------------------------------------- |
| 第1話  | 私をスターにして | Pilot              | マイケル・メイヤー             | Teleplay and Television Story by テレサ・レベック |
| 第2話  | ふたりの主役候補 | The Callback       | マイケル・メイヤー             | テレサ・レベック                                  |
| 第3話  | 私が愛したスター | Enter Mr. DiMaggio | マイケル・メイヤー             | テレサ・レベック                                  |
| 第4話  | 夢の代償         | The Cost of Art    | マイケル・モリス               | デイヴィット・マーシャル・グラント                |
| 第5話  | お熱いのがお好き | Let's Be Bad       | ジェイミー・バビット           | ジュリー・ロッテンバーグ エリサ・スリスキー       |
| 第6話  | 恋の作用         | Chemistry          | ダニエル・アッティアス         | ジャクリーン・レインゴールド                      |
| 第7話  | あつい1日        | The Workshop       | ミミ・レダー                   | ジェイソン・グローテ                              |
| 第8話  | 娘の忠告         | The Coup           | パリス・バークレイ             | テレサ・レベック                                  |
| 第9話  | 堕天使たちの街   | Hell on Earth      | ポール・マクギガン             | スコット・バークハードット                        |
| 第10話 | 代役             | Understudy         | アダム・バーンスタイン         | ジェローム・ハリストン                            |
| 第11話 | セレブ女優の登場 | The Movie Star     | トリシア・ブロック             | ジュリー・ロッテンバーグ エリサ・スリスキー       |
| 第12話 | ゴシップガール   | Publicity          | マイケル・メイヤー             | テレサ・レベック                                  |
| 第13話 | 波乱の前夜       | Tech               | ロクサン・ドースン             | ジェイソン・クロート ラクシュミ・サンダラム       |
| 第14話 | 過ち             | Previews           | ロバート・ダンカン・マクニール | デイビット・マーシャル・グラント                  |
| 第15話 | 喝采             | Bombshell          | マイケル・モリス               | テレサ・レベック                                  |

### 第2シーズン
- アメリカ (NBC)
  - 2013年2月5日 - 4月2日(毎週水曜日 22:00 -  (東部標準時))
  - 2013年4月6日(土曜日 21:00 -  (東部標準時))[14]
  - 2013年4月13日 - 5月11日(毎週土曜日 22:00 -  (東部標準時))
  - 2013年5月26日(日曜日 22:00 -  (東部標準時))[15]
- 日本 (Dlife)
  - 吹替版：2013年10月20日-2014年2月16日（毎週日曜日 23:00 - 24:00(JST)）[16]
  - 字幕版：2013年10月26日-2014年2月22日（毎週土曜日 27:30 - 28:30(JST)）[16]

|        | タイトル（邦題）   | 原題                   | 監督                   | 脚本                                          |
| ------ | ------------------ | ---------------------- | ---------------------- | --------------------------------------------- |
| 第1話  | ブロードウェイへ   | On Broadway            | マイケル・モリス       | ジョスア・サフラン                            |
| 第2話  | 迷走の日々         | The Fallout            | クレイグ・ジスク       | ジュリー・ロッテンバーグ エリサ・スリスキー   |
| 第3話  | 招かれざる客       | The Dramaturg          | ラリー・ショウ         | ブライアン・ゴルモフ                          |
| 第4話  | 最高のキス         | The Song               | マイケル・モリス       | バフシェーバ・ドーラン                        |
| 第5話  | 読めない心         | The Read-Through       | デイビット・ペトラクタ | リズ・ターシロ                                |
| 第6話  | 想いを捧げて       | The Fringe             | ダン・ラーナー         | ジュリア・ブロウネル                          |
| 第7話  | 新たな船出         | Musical Chairs         | ケイシー・ニコロウ     | ベッキー・モード                              |
| 第8話  | チャレンジと妥協   | The Bells and Whistles | クレイグ・ジズク       | ノエル・バルディーア                          |
| 第9話  | 親の心情           | The Parents            | トリシア・ブロック     | ジョードン・ナーディノ                        |
| 第10話 | 傷心               | The Surprise Party     | S・J・クラークソン     | ジュリー・ロッテンバーグ エリサ・スリスキー   |
| 第11話 | ドレス・リハーサル | The Dress Rehearsal    | ミミ・レダー           | ジュリア・ブロウネル                          |
| 第12話 | ブロードウェイ開幕 | Opening Night          | マイケル・モリス       | バフシェーバ・ドーラン ノエル・バルディーア   |
| 第13話 | 別れの決断         | The Producers          | トリシア・ブロック     | ベッキー・モード                              |
| 第14話 | 灯の消える夜       | The Phenomenon         | ロクサン・ドースン     | ジョードン・ナーディノ ジョスア・サフラン     |
| 第15話 | さよならコンサート | The Transfer           | ホリー・デイル         | ジャスティン・ブレネマン ジュリア・ブロウネル |
| 第16話 | ノミネート発表     | The Nominations        | マイケル・モリス       | ブライアン・ゴルモフ                          |
| 第17話 | トニー賞授賞式     | The Tonys              | マイケル・モリス       | ジョスア・サフラン                            |

## 放送局
アメリカや、日本以外で放送された地域と放送局は以下の通りである。
| 国               | 放送局                | 初放送日       |
| ---------------- | --------------------- | -------------- |
| オーストラリア   | W Channel             | 2012年2月21日  |
| オーストラリア   | Seven Network         | 2012年8月28日  |
| ベルギー         | Prime                 | 2012年4月3日   |
| ブラジル         | Universal Channel     | 2012年3月28日  |
| ブラジル         | レコール              | 2013年4月3日   |
| カナダ           | CTV                   | 2012年2月6日   |
| フィンランド     | MTV3                  | 2012年8月21日  |
| フランス         | TF1                   | 2012年6月4日   |
| ドイツ           | RTL II                | 2013年1月3日   |
| ハンガリー       | m1                    | 2012年3月21日  |
| アイスランド     | Stöð 2                | 2012年3月7日   |
| インドネシア     | Diva Universal        | 2012年3月19日  |
| イスラエル       | HOT3                  | 2012年2月23日  |
| イタリア         | Mya                   | 2012年2月19日  |
| イタリア         | La5                   | 2012年11月30日 |
| 南アメリカ       | Universal Channel     | 2012年3月28日  |
| マレーシア       | Diva Universal        | 2012年3月19日  |
| オランダ         | RTL 5                 | 2012年4月      |
| ニュージーランド | TV3                   | 2012年9月6日   |
| ノルウェー       | TV3                   | 2012年6月5日   |
| フィリピン       | 2nd Avenue (RJTV系列) | 2012年2月9日   |
| ポーランド       | Canal+ Poland         | 2012年9月20日  |
| ポルトガル       | TVSeries              | 2012年2月15日  |
| ロシア           | Diva Universal        | 2012年9月11日  |
| シンガポール     | Diva Universal        | 2012年3月19日  |
| シンガポール     | MediaCorp Channel 5   | 2013年1月30日  |
| 南アフリカ       | M-Net Series          | 2012年10月     |
| 韓国             | FOX Channel Korea     | 2012年3月      |
| スペイン         | Divinity              | 2012年10月11日 |
| スウェーデン     | TV3                   | 2012年2月27日  |
| タイ             | Diva Universal        | 2012年3月19日  |
| トルコ           | Universal Channnel    | 2012年4月16日  |
| イギリス         | Sky Atlantic          | 2012年4月21日  |

## SMASHグランドオープニング
SMASHグランドオープニング（スマッシュグランドオープニング）とは、2012年11月3日16:00 - 20:30、21:00 - 22:00(いずれもJST)にDlifeで編成された特別編成である。
本作の日本初放送に際し、より楽しめるよう、前座では本作に纏わるキーワードを基に編成、30分の別番組を挟み、第一話の放送を迎える構成になっている。
この編成で放送された番組は以下の表のとおりである。
| 時刻  | 2012年11月3日のタイトル                                                                                    | 備考 |
| ----- | --- | --- |
| 15    | ショップチャンネル お買い物エンターテイメント                                                              | |
| 16    | Dlife CINEMA 王子と踊り子                                                                                  | 字幕版 出演 : マリリン・モンローほか                                                                       |
| 17    | Dlife CINEMA 王子と踊り子                                                                                  | 字幕版 出演 : マリリン・モンローほか                                                                       |
| 18:00 | ハリウッドトップ10                                                                                         | 内容 : ミュージカル映画トップテン                                                                          |
| 18:30 | Dlife CINEMA シカゴ                                                                                        | 字幕版 |
| 19    | Dlife CINEMA シカゴ                                                                                        | 字幕版 |
| 20:00 | Dlife CINEMA シカゴ                                                                                        | 字幕版 |
| 20:30 | 夢と魔法のディズニーリゾート ハワイ・アウラニ ～魅力満載!ディズニー・バケーション・クラブ～                | 出演 : 森尾由美ほか                                                                                        |
| 21    | SMASH 第一話                                                                                               | |
| 22    | クローザー シーズン3 第六話                                                                                | |
| 注釈  | 字幕版を除き、二ヶ国語放送か日本語のみの放送 背景色がピンクの個所は特別編成「SMASHグランドオープニング」枠 | 字幕版を除き、二ヶ国語放送か日本語のみの放送 背景色がピンクの個所は特別編成「SMASHグランドオープニング」枠 |